# Polo aquático nos Jogos Olímpicos de Verão de 1952
O torneio de pólo aquático nos Jogos Olímpicos de Verão de 1952 foi realizado em Helsinque, Finlândia.

## Masculino
| Ouro | Prata | Bronze |
| Hungria László Jeney Vizváry György Dezsö Gyarmati István Hasznos György Kárpáti Róbert Antal Dezsö Fabián Kálmán Markovits Károly Szittya Dezsö Lemhényi Miklós Martin Antal Bolvári István Szivós | Iugoslávia Zdravko Kovačić Veljko Bakašun Ivo Štakula Zdravko Ježić Ivo Kurtini Boško Vuksanović Lovro Radonić Vladimir Ivković Marko Brainović | Itália Raffaello Gambino Cesare Rubini Maurizio Mannelli Geminio Ognio Ermenegildo Arena Renato De Sanzuane Carlo Peretti Renato Traiola Vincenzo Polito Salvatore Gionta Lucio Ceccarini |

### Fase classificatória
Na fase classificatória, as equipes realizam um único jogo e as vencedoras avançam a primeira fase. Os perdedores continuam com chances de chegar a primeira fase, mas precisam disputar a segunda rodada da fase classificatória.

#### Primeira rodada
| 25 de julho | Hungria       | 13 - 4 | México          |
| 25 de julho | Egito         | 10 - 0 | Portugal        |
| 25 de julho | Alemanha      | 8 - 4  | Romênia         |
| 25 de julho | Bélgica       | 6 - 5  | África do Sul   |
| 25 de julho | Iugoslávia    | 10 - 2 | Austrália       |
| 25 de julho | Itália        | 16 - 1 | Índia           |
| 25 de julho | Espanha       | 3 - 2  | Brasil          |
| 25 de julho | Reino Unido   | 4 - 3  | Áustria         |
| 25 de julho | Suécia        | 5 - 1  | Estados Unidos  |
| 25 de julho | Países Baixos | 3 - 2  | União Soviética |

#### Segunda rodada
| 26 de julho | Áustria         | 6 - 0  | Austrália |
| 26 de julho | União Soviética | 12 - 0 | Índia     |
| 26 de julho | África do Sul   | 4 - 0  | México    |
| 26 de julho | Brasil          | 6 - 2  | Portugal  |
| 26 de julho | Estados Unidos  | 6 - 3  | Romênia   |

### Primeira fase

#### Grupo A
| Equipe         | Pts | J | V | E | D | GP | GC |
| -------------- | --- | - | - | - | - | -- | -- |
| Itália         | 6   | 3 | 3 | 0 | 0 | 17 | 8  |
| Estados Unidos | 4   | 3 | 2 | 0 | 1 | 16 | 9  |
| Reino Unido    | 1   | 3 | 0 | 1 | 2 | 9  | 15 |
| Áustria        | 1   | 3 | 0 | 1 | 2 | 5  | 15 |

| 26 de julho    |     |                |
| Itália         | 4–3 | Reino Unido    |
| 27 de julho    |     |                |
| Itália         | 8–1 | Áustria        |
| Estados Unidos | 8–3 | Reino Unido    |
| 28 de julho    |     |                |
| Reino Unido    | 3–3 | Áustria        |
| Itália         | 5–4 | Estados Unidos |
| 29 de julho    |     |                |
| Estados Unidos | 4–1 | Áustria        |

#### Grupo B
| Equipe          | Pts | J | V | E | D | GP | GC |
| --------------- | --- | - | - | - | - | -- | -- |
| Hungria         | 6   | 3 | 3 | 0 | 0 | 23 | 4  |
| União Soviética | 4   | 3 | 2 | 0 | 1 | 12 | 9  |
| Egito           | 2   | 3 | 1 | 0 | 2 | 7  | 14 |
| Alemanha        | 0   | 3 | 0 | 0 | 3 | 5  | 20 |

| 26 de julho     |     |                 |
| Hungria         | 9–0 | Egito           |
| 27 de julho     |     |                 |
| Egito           | 5–2 | Alemanha        |
| Hungria         | 5–3 | União Soviética |
| 28 de julho     |     |                 |
| União Soviética | 3–2 | Egito           |
| Hungria         | 9–1 | Alemanha        |
| 29 de julho     |     |                 |
| União Soviética | 6–2 | Alemanha        |

#### Grupo C
| Equipe        | Pts | J | V | E | D | GP | GC |
| ------------- | --- | - | - | - | - | -- | -- |
| Iugoslávia    | 6   | 3 | 3 | 0 | 0 | 20 | 3  |
| Países Baixos | 4   | 3 | 2 | 0 | 1 | 17 | 6  |
| Suécia        | 2   | 3 | 1 | 0 | 2 | 9  | 18 |
| Argentina     | 0   | 3 | 0 | 0 | 3 | 6  | 25 |

| 26 de julho    |     |            |
| Países Baixos  | 9–3 | Argentina  |
| 27 de julho    |     |            |
| Iugoslávia     | 9–1 | Argentina  |
| Países Baixos  | 7–1 | Suécia     |
| 28 de julho    |     |            |
| Suécia         | 7–2 | Argentina  |
| Países Baixos¹ | 3–2 | Iugoslávia |
| 29 de julho    |     |            |
| Iugoslávia     | 9–1 | Suécia     |
| 1 de agosto    |     |            |
| Países Baixos  | 1–2 | Iugoslávia |

¹ Após a partida entre Países Baixos e Iugoslávia, os iugoslavos protestaram contra a arbitragem e pediram a anulação da partida. A FINA, entidade que comanda o pólo aquático, confirmou o erro e anulou a partida, sendo remarcada posteriormente.

#### Grupo D
| Equipe        | Pts | J | V | E | D | GP | GC |
| ------------- | --- | - | - | - | - | -- | -- |
| Bélgica       | 6   | 3 | 3 | 0 | 0 | 12 | 5  |
| Espanha       | 4   | 3 | 2 | 0 | 1 | 13 | 10 |
| África do Sul | 2   | 3 | 1 | 0 | 2 | 10 | 9  |
| Brasil        | 0   | 3 | 0 | 0 | 3 | 7  | 18 |

| 26 de julho   |     |               |
| Bélgica       | 5–4 | Espanha       |
| 27 de julho   |     |               |
| Espanha       | 3–1 | África do Sul |
| Bélgica       | 3–1 | Brasil        |
| 28 de julho   |     |               |
| Espanha       | 6–4 | Brasil        |
| Bélgica       | 4–0 | África do Sul |
| 29 de julho   |     |               |
| África do Sul | 9–2 | Brasil        |

### Fase semifinal
Na semifinal, as oito equipes classificadas da fase anteiror são divididas em dois grupos de quatro equipes cada. As equipes que estavam em um grupo na primeira fase permanecem no mesmo grupo agora, considerando-se inclusive os resultados. O mesmo critério foi adotado para a fase final.

#### Grupo E
| Equipe         | Pts | J | V | E | D | GP | GC |
| -------------- | --- | - | - | - | - | -- | -- |
| Itália         | 6   | 3 | 3 | 0 | 0 | 12 | 6  |
| Estados Unidos | 4   | 3 | 2 | 0 | 1 | 14 | 11 |
| Bélgica        | 2   | 3 | 1 | 0 | 2 | 8  | 13 |
| Espanha        | 0   | 3 | 0 | 0 | 3 | 9  | 13 |

| 30 de julho    |     |         |
| Estados Unidos | 4–2 | Bélgica |
| Itália         | 2–1 | Espanha |
| 31 de julho    |     |         |
| Itália         | 5–1 | Bélgica |
| Estados Unidos | 6–4 | Espanha |

#### Grupo F
| Equipe          | Pts | J | V | E | D | GP | GC |
| --------------- | --- | - | - | - | - | -- | -- |
| Hungria         | 4   | 3 | 1 | 2 | 0 | 11 | 9  |
| Iugoslávia      | 4   | 3 | 1 | 2 | 0 | 7  | 6  |
| Países Baixos   | 3   | 3 | 1 | 1 | 1 | 9  | 8  |
| União Soviética | 1   | 3 | 0 | 1 | 2 | 8  | 12 |

| 30 de julho     |     |                 |
| Países Baixos   | 4–4 | Hungria         |
| União Soviética | 3–3 | Iugoslávia      |
| 31 de julho     |     |                 |
| Iugoslávia      | 2–2 | Hungria         |
| Países Baixos   | 4–2 | União Soviética |

### Fase final

#### Classificação 5º-8º lugares
| Equipe          | Pts | J | V | E | D | GP | GC |
| --------------- | --- | - | - | - | - | -- | -- |
| Países Baixos   | 6   | 3 | 3 | 0 | 0 | 16 | 6  |
| Bélgica         | 3   | 3 | 1 | 1 | 1 | 11 | 12 |
| União Soviética | 3   | 3 | 1 | 1 | 1 | 9  | 10 |
| Espanha         | 0   | 3 | 0 | 0 | 3 | 8  | 16 |

| 1 de agosto     |     |                 |
| União Soviética | 4–3 | Espanha         |
| Países Baixos   | 5–3 | Bélgica         |
| 2 de agosto     |     |                 |
| Países Baixos   | 7–1 | Espanha         |
| Bélgica         | 3–3 | União Soviética |

#### Classificação 1º-4º lugares
| Equipe         | Pts | J | V | E | D | GP | GC |
| -------------- | --- | - | - | - | - | -- | -- |
| Hungria        | 5   | 3 | 2 | 1 | 0 | 13 | 4  |
| Iugoslávia     | 5   | 3 | 2 | 1 | 0 | 9  | 5  |
| Itália         | 2   | 3 | 1 | 0 | 2 | 8  | 14 |
| Estados Unidos | 0   | 3 | 0 | 0 | 3 | 6  | 13 |

| 1 de agosto |     |                |
| Hungria     | 7–2 | Itália         |
| Iugoslávia  | 4–2 | Estados Unidos |
| 2 de agosto |     |                |
| Iugoalávia  | 3–1 | Itália         |
| Hungria     | 4–0 | Estados Unidos |

## Referência
(em inglês) Relatório oficial dos Jogos Olímpicos de Helsinque 1952